# Martin Davídek (Priester)

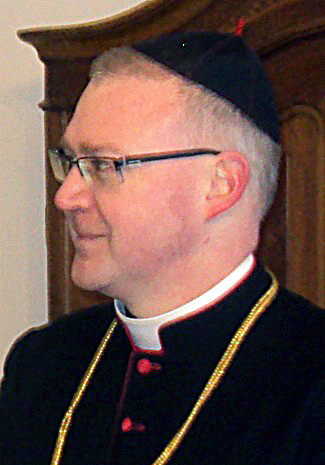
Martin Davídek (2013)

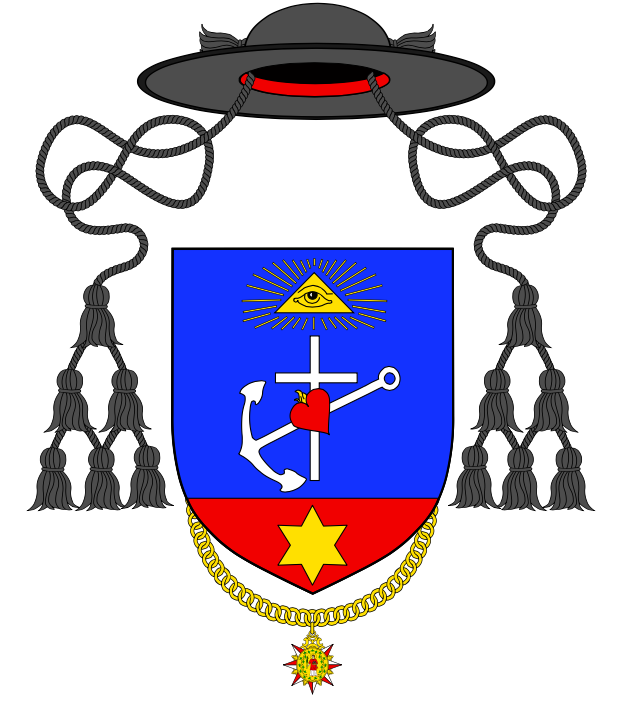
Wappen

Martin Davídek (* 31. Dezember 1966 in Prag) ist ein tschechischer römisch-katholischer Priester und Kirchenanwalt. Von 2016 bis 2023 war er Generalvikar des Bistums Leitmeritz.

## Leben
Nach dem Abitur machte Martin Davídek eine Ausbildung auf dem Gebiet der Typographie (1985) und arbeitete redaktionell, indem er Bücher und Zeitschriften für den Druck vorbereitete. Im Jahr 1995 bereitete er sich am Theologischen Propädeutikum in Litoměřice auf das Priesteramt vor und setzte seine Studien an der Katholisch-Theologischen Fakultät der Prager Karlsuniversität bis zum Abschluss 2001 fort. Im selben Jahr wurde er zum Diakon geweiht und zum Präfekten am theologischen Propädeutikum in Litoměřice ernannt. Er lehrte Fundamentaltheologie. Am 29. Juni 2002 empfing er in der Stephanskathedrale von Leitmeritz von Bischof Josef Koukl die Priesterweihe. Er war Kaplan am Stephansdom und betreute u. a. das St.-Stephans-Hospiz in Litoměřice. Zur gleichen Zeit wurde er Direktor des Diözesanhauses Kardinal Trochta. 2003 wechselte er von Litoměřice nach Děčín, wo er auch Pfarradministrator war. Er betreute die vietnamesische Gemeinde und die Ortsgemeinde von Hřensko. Ende 2005 wurde er Sekretär von Bischof Pavel Posád, seit 2008 war er auch Sekretär von dessen Nachfolger Jan Baxant.
Davídek war zudem als Sprecher der Diözese Leitmeritz tätig und war Mitglied des Redaktionsausschusses der katholischen Wochenzeitschrift. In den Jahren 2008–2009 war er der Herausgeber der Zeitschrift Zdislava. Von 2009 bis 2012 studierte er an der Lateran-Universität in Rom Kanonisches Recht. Seit 2011 ist er Mitglied des Domkapitels von St. Stephan in Leitmeritz. 2012 wurde er zum Bischofsvikar für pastorale Fragen ernannt.
Seit dem 1. Februar 2013 ist er als Pfarradministrator in Libochovany tätig. Am 1. März 2013 wurde er zum Richter am Prager Metropolitan-Kirchengericht bestellt. Am 1. Januar 2015 übernahm er das Amt des Kirchenanwalts (Promotor iustitiae) und des Ehebandverteidigers (Defensor vinculi) am Kirchengericht der Leitmeritzer Diözese.
Am 22. Juni 2016 wurde er von Bischof Baxant zum neuen Generalvikar des Bistums Leitmeritz ernannt. Er trat sein Amt am 1. Juli 2016 an. Mit dem Rücktritt Baxants am 23. Dezember 2023 erlosch Davídeks Amt als Generalvikar.